# Parque Nacional Rapa Nui
O Parque Nacional Rapa Nui localiza-se na Ilha de Páscoa, e divide-se em 7 secções:
- Rano Kau (que inclui Orongo);
- Puna Pau;
- Rano Raraku;
- Anakena;
- Ahu Akivi;
- Costa Norte;
- Hanga Roa.

O parque cobre 71,3 km² e foi criado em 1935. Em 1995 tornou-se Património Mundial da UNESCO. Por todo o parque há inúmeras estátuas erigidas pelo povo da ilha denominada Moais.

## Galeria

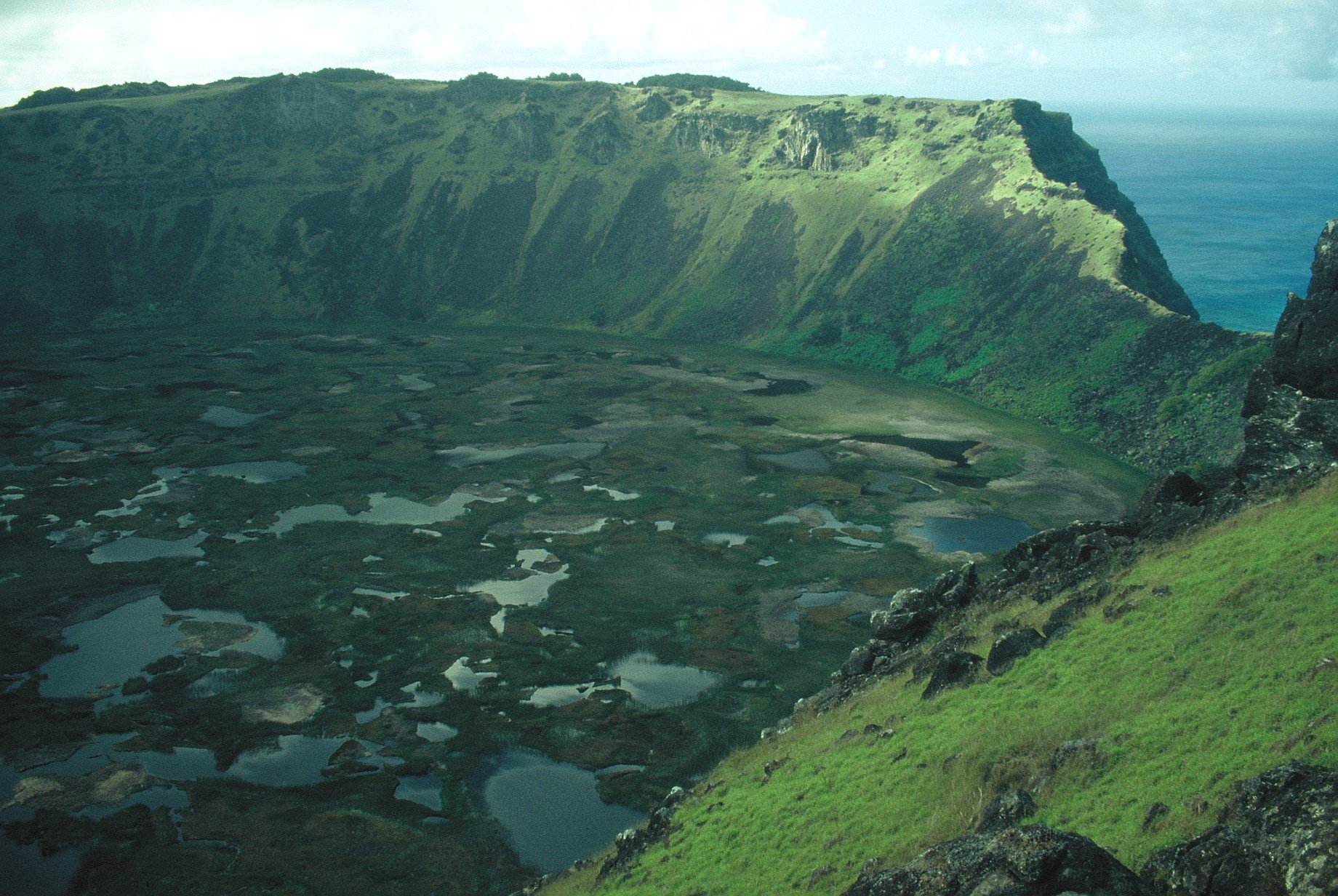
Cratera de Rano Kau
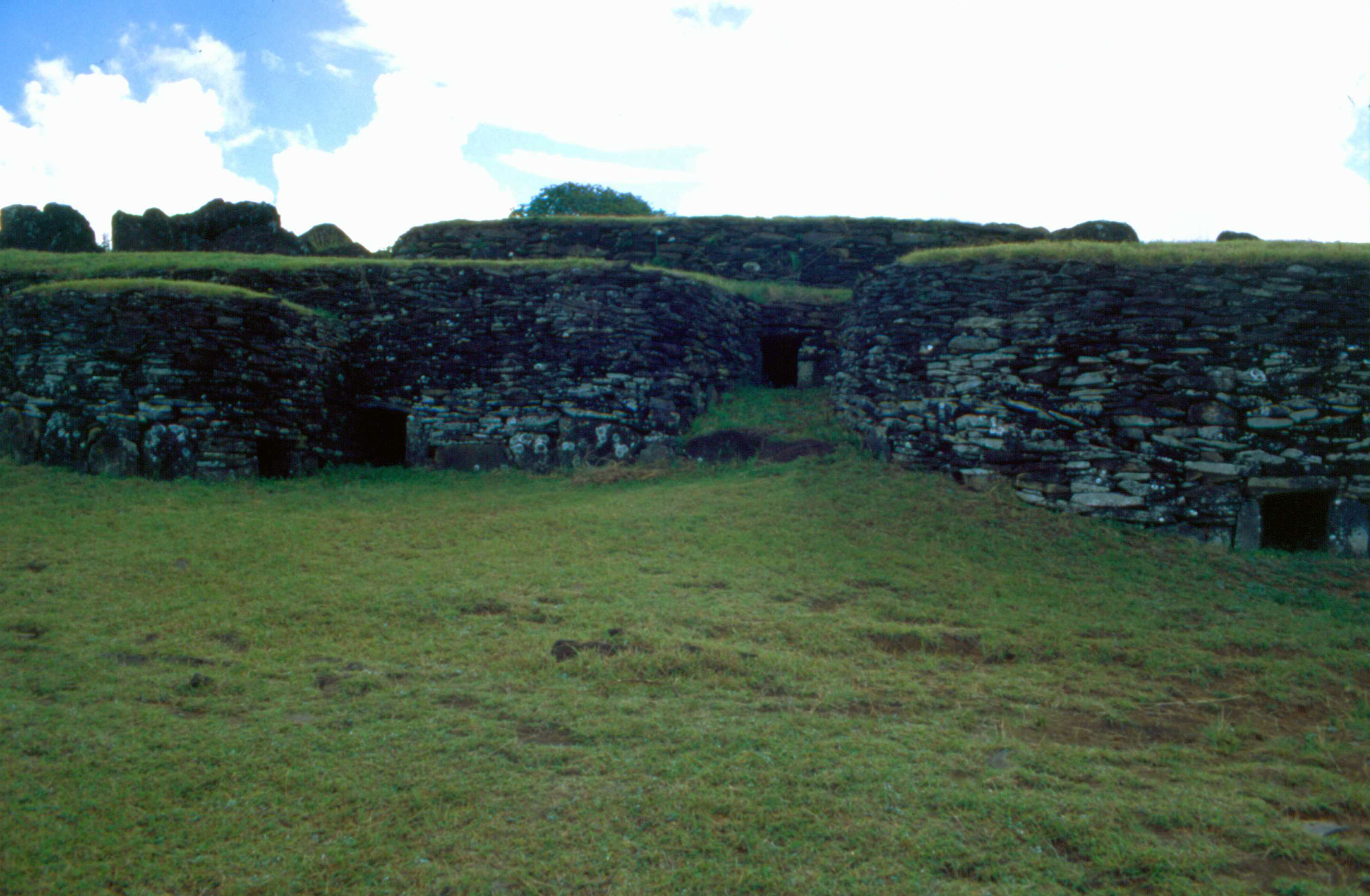
Orongo
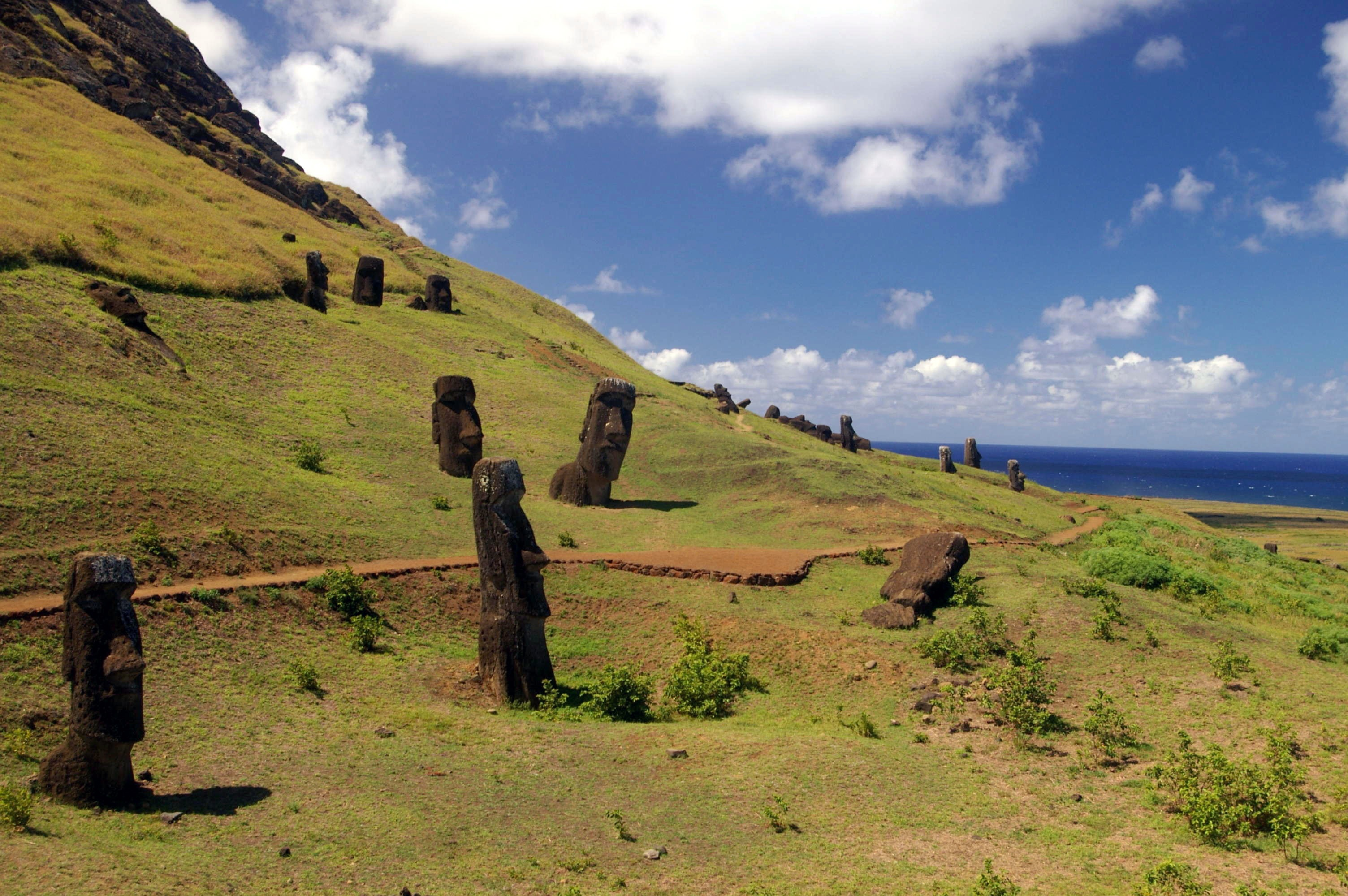
Rano Raraku

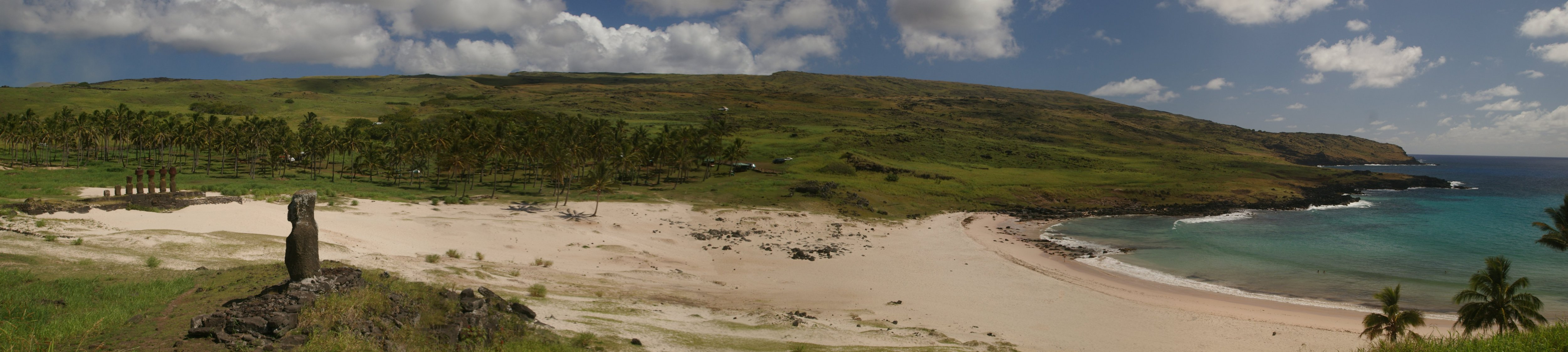
Panorama da praia de Anakena
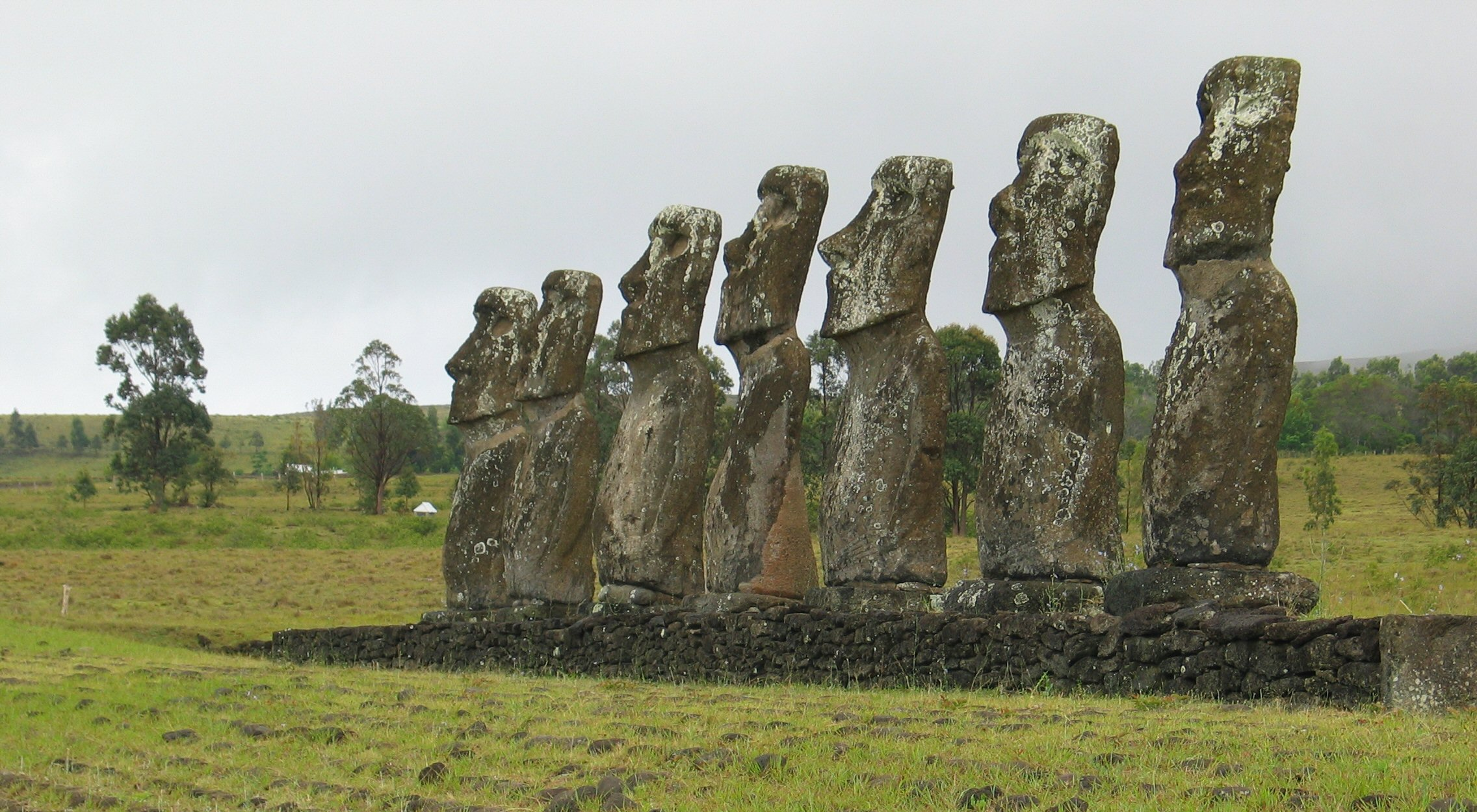
Ahu Akivi
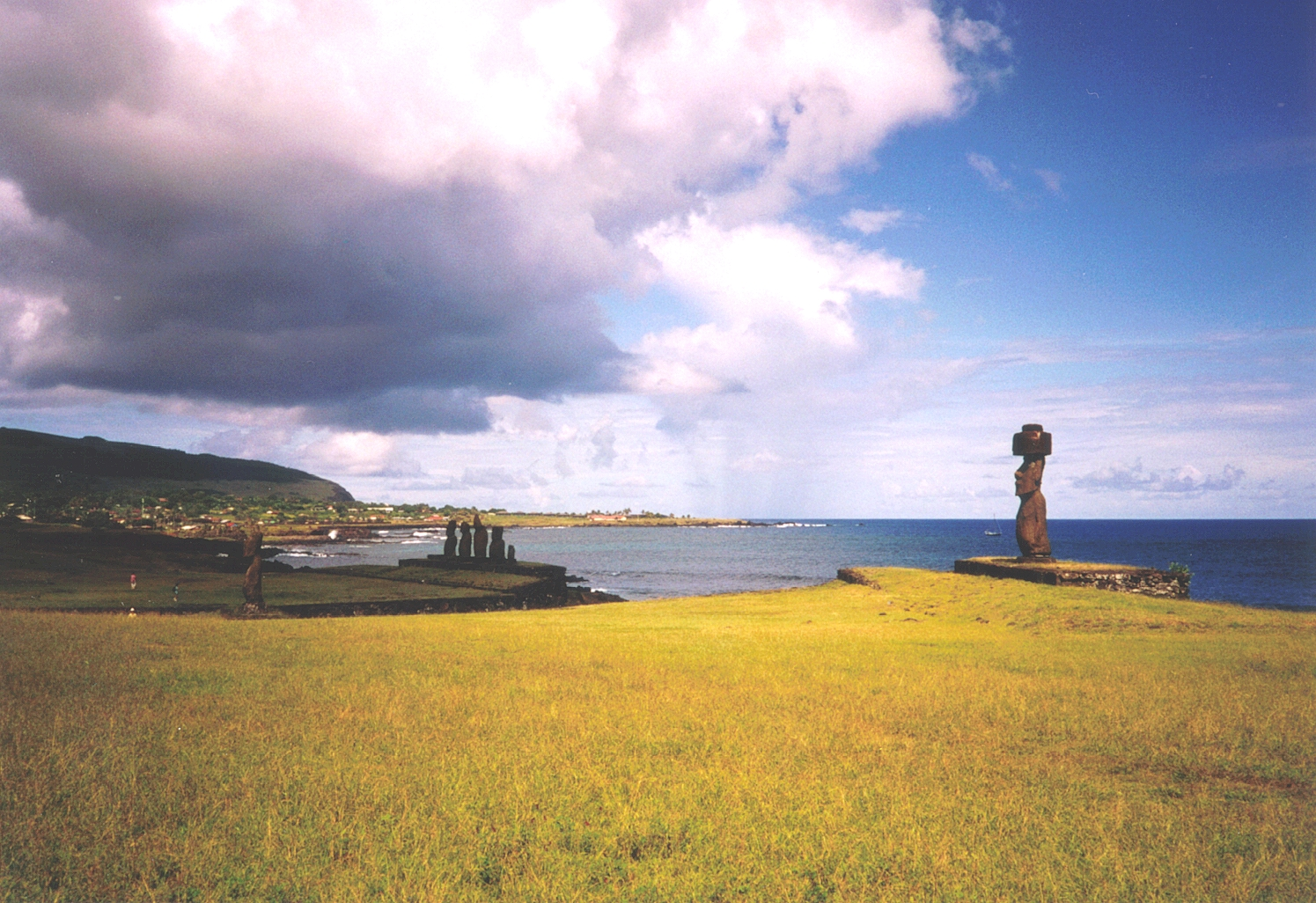
Moais em Hanga Roa